# 100 Things to Do Before High School
100 Things to Do Before High School (titulada 100 cosas para hacer antes de High School en Latinoamérica y 100 cosas que hacer antes de ir al instituto en España) es una serie de televisión estadounidense creada por Scott Fellows que se transmitió en Nickelodeon desde el 11 de noviembre de 2014 hasta el 27 de febrero de 2016. La serie está protagonizada por Isabela Moner, Jaheem King Toombs, Owen Joyner, y Jack De Sena.
Se estrenó en España el 9 de enero de 2016 en Nickelodeon.

## Argumento
La serie sigue la vida de CJ Martin (Isabela Moner), quién está decidida a que la vida antes de High School sea lo más increíble posible. Junto a sus mejores amigos, Fenwick (Jaheem King Toombs) y Crispo (Owen Joyner), asumirán grandes desafíos: se divertirán, sumarán recuerdos inolvidables y harán que cada día sea una verdadera aventura.

## Personajes

### Personajes principales
- Isabela Moner como CJ Martin, cursa 7º grado y junto a sus mejores amigos Fenwick y Crispo harán lo posible para disfrutar la secundaria antes de entrar a la preparatoria. Es una chica buena e inteligente y está enamorada del "chico guapo" de 8º grado, y es un poco fantasiosa.
- Jaheem King Toombs como Fenwick Frazier, que el más inteligente del grupo y de todos los de 7º grado. Siempre saca buenas notas y planea estudiar en la universidad de Stanford. Y aunque al principio no parece gustarle la idea de CJ siempre para realizando cada idea y aventura loca que se proponen, y, a pesar de ser un nerd y dejar que en algunos casos lo pisoteen, siempre trata la manera de que lo tomen en cuenta.
- Owen Joyner como Cristian "Crispo" Powers, y es el chico guapo, popular pero menos inteligente del grupo, cursa 7º grado, y las chicas se mueren porque sea su novio, en especial Mindy, que se interesó después de que Crispo cambiara el primer día de clases, al quitarse los frenos, cortarse el cabello y haber cambiado su modo de vestir, ya que en primaria era un chico reservado y no era popular.
- Jack DeSena como el Sr. Roberts. Es el consejero estudiantil, y aunque pueda parecer serio y estricto siempre está para ayudar a los chicos, en especial cuando estos se meten en problemas.

### Personajes secundarios
- Max Ehrich como Ronbie Martin, es el hermano mayor de CJ, tiene 16 años y cursa 10º grado. Es un adolescente muy estudioso que siempre está ocupado estudiando pero siempre tiene tiempo para su hermana.
- Hansel Bautista como Jodie.
- Henry Dittman como Sr. Martin, es el padre de CJ y Ronbie que trabaja como doctor especializado en pies, pero a pesar de su trabajo siempre esta para escuchar y apoyar a CJ y Ronbie.
- Stephanie Escajeda como Sra. Martin, es la madre de CJ y Ronbie, es estricta pero no cuando se trata de ayudar y apoyar a CJ en su lista, es ama de casa pero tiene un trabajo como odontóloga.
- Brady Reiter como Mindy Minus, tiene 12 años y es la líder de las Mindets, además de ser la más popular y bonita de 7° grado. No le agrada CJ y esta completamente enamorada de Crispo y, aunque no sea recíproco, siempre trata la manera de ser su novia. Es una líder vil con carácter que siempre consigue lo que quiere.
- Raajeev Aggerwhil como Mr. Bored, es el profesor de Historia de la secundaria  Pooradog, es serio y no sonríe nunca, debido a ello su nombre.
- Lisa Arch como Principal Hader, es la directora de la secundaria Pooradog, es muy estricta y vil. No le agrada la diversión y los niños, pero a pesar de eso tiene un buen corazón.
- Laura Kristyne como Lori Loudly.
- Alba Espinosa como Roselia.
- María Alcantara como Isabel, es una chica de 12 años de 7° grado. Tiene baja autestima y no es popular debido a su forma de vestir (grotesca y masculina) y hablar pero incluso así tiene amigos, como es el caso de CJ.

## Episodios
| Temporada | Temporada | Episodios | Emisión original        | Emisión original      | Emisión en Latinoamérica | Emisión en Latinoamérica | Emisión en España  | Emisión en España  |
| Temporada | Temporada | Episodios | Comienzo                | Final                 | Comienzo                 | Final                    | Comienzo           | Final              |
| --------- | --------- | --------- | ----------------------- | --------------------- | ------------------------ | ------------------------ | ------------------ | ------------------ |
|           | 1         | 26        | 11 de noviembre de 2014 | 27 de febrero de 2016 | 23 de octubre de 2015    | 31 de octubre de 2016    | 9 de enero de 2016 | 29 de mayo de 2017 |

## Recepción
El primer episodio especial de 1 hora atrajo 6.35 millones de personas pero en su estreno oficial bajó mucho en base al primer y segundo episodio, en el tercer episodio (Run With The Bears Thing!) tuvo un promedio de 5.22 y se mantuvo así; por ahora el decimotercer episodio (¡Ser una científica loca! ) es el más bajo con 3.3 Millones de espectadores.